# 867-5309/Jenny
 For alternative betydninger, se Jenny (flertydig). (Se også artikler, som begynder med Jenny)
867-5309/Jenny er en sang fra 1981 skrevet af Alex Call og Jim Keller og udført af Tommy Tutone, der blev udgivet på albummet Tommy Tutone 2 på Columbia Records. Den toppede som nr 4 på Billboard Hot 100-listen i maj 1982  og nr 1 på Billboard Hot Mainstream Rock Tracks diagram i april 1982.  
Sangen forårsagede en modedille, hvor mange mennesker ringede til nummeret 867-5309 og bad om at tale med "Jenny".